# سارة هاردي
سارة هاردي (مولودة بإسم بلافر في 11 يوليو 1946) هي عالمة إنسان وعالمة رئيسيات أمريكية قدمت مساهمات كبيرة في علم النفس التطوري وعلم الأحياء الاجتماعي. تُعتبر "رائدة معترف بها بشكل كبير في تحديث فهمنا للأساس التطوري لسلوك الإناث في البرمائيات البشرية وغير البشرية على حد سواء". في عام 2013، حصلت هردي على جائزة العمر للمساهمة العلمية المتميزة من الجمعية الإنسانية للسلوك والتطور.
هردي هي أستاذة فخرية في قسم الأنثروبولوجيا في جامعة كاليفورنيا، ديفيس. كما كانت معاونة في متحف بيبودي للآثار والأثنولوجيا في جامعة هارفارد. أُختيرت أيضًا كواحدة من 21 قائدًا في سلوك الحيوان (2009). واعترفت بها مجلة ديسكفر في عام 2002 كواحدة من أهم 50 امرأة في العلم تقديرًا لإنجازاتها.